# Artiora exquisita
Artiora exquisita är en fjärilsart som beskrevs av Aigner 1906. Artiora exquisita ingår i släktet Artiora och familjen mätare. Inga underarter finns listade i Catalogue of Life.